# Vron
Vron település Franciaországban, Somme megyében. Lakosainak száma 835 fő (2022. január 1.). Vron Argoules, Arry, Nampont, Regnière-Écluse, Villers-sur-Authie és Vironchaux községekkel határos.

## Népesség
A település népessége az elmúlt években az alábbi módon változott:
| Lakosok száma | 836  | 840  | 866  | 837  | 836  | 836  | 834  | 832  | 835  |
|               | 2013 | 2015 | 2016 | 2017 | 2018 | 2019 | 2020 | 2021 | 2022 |